# Olympische Sommerspiele 1984/Teilnehmer (Mosambik)
| Gelbes Symbol für Goldmedaillen mit stilisierten Olympischen Ringen | Graues Symbol für Silbermedaillen mit stilisierten Olympischen Ringen | Braundes Symbol für Bronzemedaillen mit stilisierten Olympischen Ringen |
| ------------------------------------------------------------------- | --------------------------------------------------------------------- | ----------------------------------------------------------------------- |
| —                                                                   | —                                                                     | —                                                                       |

Mosambik nahm an den Olympischen Sommerspielen 1984 in Los Angeles, USA, mit einer Delegation von neun Sportlern (acht Männer und eine Frau) teil.

## Teilnehmer nach Sportarten

### Leichtathletik
- Vicente Daniel
100 Meter: Vorläufe

- Henrique Ferreira
200 Meter: Vorläufe
4 × 400 Meter: Vorläufe

- Leonardo Loforte
400 Meter: Vorläufe
4 × 400 Meter: Vorläufe

- André Titos
800 Meter: Vorläufe
4 × 400 Meter: Vorläufe

- Domingos Mendes
400 Meter Hürden: Vorläufe

- Pedro Gonçalvo
4 × 400 Meter: Vorläufe

- Binta Jambane
Frauen, 100 Meter: Viertelfinale
Frauen, 200 Meter: Vorläufe

### Schwimmen
- Domingos Chivavele
100 Meter Freistil: 65. Platz

- Pedro Cruz
100 Meter Rücken: 42. Platz
200 Meter Lagen: 42. Platz